# Marcos Berríos
Marcos Gabriel Berríos (1984), é um major da Força Aérea dos Estados Unidos de Guaynabo, Porto Rico. 

## Biografia
Enquanto um reservista na California Air National Guard [en] com a 129th Rescue Wing [en], Berrios trabalhou como um engenheiro aeroespacial para a Direção de Desenvolvimento da Aviação do Exército dos EUA em Moffett Federal Airfield [en] na Califórnia. Ele é um piloto experimental com um bacharelado em engenharia mecânica do Instituto de Tecnologia de Massachusetts e um mestrado em engenharia mecânica, além de um doutorado em aeronáutica e astronáutica da Universidade Stanford. Sendo um piloto reconhecido, Berríos acumulou mais de 110 missões de combate e 1,300 horas de voo em mais de 21 aeronaves diferentes. Seus deveres na Guerra do Afeganistão (2001–2021) foram de busca e resgate.
Em novembro de 2021 ele foi selecionado como candidato à astronauta da NASA. Foi oficializado como astronauta no dia 5 de março de 2024.
Berríos nasceu em Fort Campbell, Tennessee e foi criado em Guaynabo, Porto Rico. Ele estudou no Ensino Médio de Antilles em Fort Buchanan, Porto Rico [en], onde formou-se.

## Trabalho acadêmico
- Berríos, Marcos Gabriel (2019). Flight dynamics and control of two autonomous helicopters carrying an external slung load (PDF) (Dissertação). OCLC 1103987870